# 월터 페라소

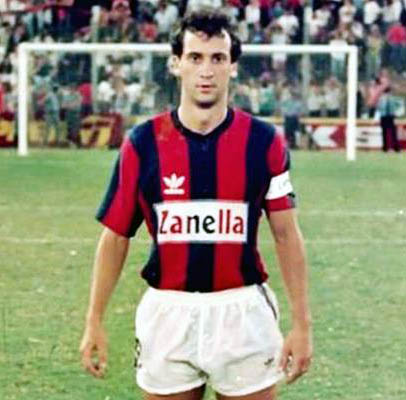

월터 페라소(Walter Osvaldo Perazzo Otero, 1962년 8월 2일~ )는 아르헨티나 출신의 축구 선수로 1994년에 K리그 대우 로얄즈에서 활약하였다. CA 산로렌소와 보카 주니어스 출신으로 당시에는 아르헨티나 리그 득점왕 출신으로 잘못 소개되었다. 아르헨티나 축구 국가대표팀 U-23 대표 선수를 지냈으면 2010년에는 아르헨티나 U-20 축구 국가대표팀 감독으로 선임되어 2011년 FIFA U-20 월드컵에 참가하여 팀을 8강으로 이끌었다.